# Gouvernement Aswan
Aswan bzw. Assuan (arabisch محافظة أسوان Muhāfazat Aswān, DMG Muḥāfaẓat Aswān) ist ein Gouvernement in Ägypten mit 1.473.975 Einwohnern.
Es liegt im Süden des Landes, in Oberägypten, beiderseits des Nils. Die Hauptstadt ist die gleichnamige Stadt Assuan.
Es grenzt im Norden an das Gouvernement Qina, im Osten an das Gouvernement al-Bahr al-ahmar, im Süden an den Sudan und im Westen an das Gouvernement al-Wadi al-dschadid. Zu diesem Gouvernement gehört der Nassersee. Der Ostteil des Gouvernements erstreckt sich bis in die Arabische Wüste.

## Orte
- Edfu (arab. إدفو, Idfū)
- Kom Ombo (arab. كوم أمبو, Kūm Umbū)
- Darau (arab. دراو, Darau)
- Assuan (arab. أسوان, Aswān)
- Abu Simbel (arab. أبو سمبل, Abū Simbal)